# Enéas Marques
Enéas Marques ist ein brasilianisches Munizip im Südwesten des Bundesstaats Paraná. Es hat 5.999 Einwohner (2022), die sich Enéas-Marquenser nennen. Seine Fläche beträgt 192 km². Es liegt 630 Meter über dem Meeresspiegel.

## Etymologie
Ursprünglich wurde die neue Siedlung Jaracatiá nach dem gleichnamigen Fluss genannt, an dem sie gegründet wurde. Jaracatiá ist der Name der Wilden Papaya, die in der Gegend häufig anzutreffen ist.
Bei der Erhebung zum Munizip wurde als Namensgeber Enéas Marques gewählt. Er war der Vertreter der Staatsregierung bei der GETSOP (Grupo Executivo de Terras do Sudoeste do Paraná). Diese war nach dem Siedleraufstand von 1957 gegründet worden, um die Eigentumsfragen zu klären, die Grundstücke abzugrenzen und den Siedlern Eigentumsrechte zu verleihen. Bis dahin waren sie nur Posseiros (legale, aber nicht beurkundete Landbesetzer).

## Geschichte

### Staatliche Zugehörigkeit und Siedleraufstände
Der Südwesten von Paraná wurde von turbulenten Zeiten geprägt. Lange Zeit stritten Brasilien und Argentinien um das Territorium östlich des Rio Santo Antônio (Questão de Palmas 1895). Dann kam der Streit um das Gebiet zwischen den Rios Iguaçu und Uruguay (Contestado), das schließlich Santa Catarina zugeschlagen wurde. Nach der Entscheidung 1916 beabsichtigten enttäuschte Regionalpolitiker, einen Estado das Missões aus Gebieten von Südwestparaná und West-Santa-Catarina zu bilden.
In diesem Gebiet tobte 1912 bis 1916 die Guerra do Contestado, eine Erhebung von Posseiros und Anhängern eines Erweckungspredigers, die für den Bau der Eisenbahnlinie São Paulo-Rio Grande vertrieben worden waren.
Im Jahr 1938 führte Präsident Getúlio Vargas mit dem so genannten Marsch in den Westen eine offizielle Politik der Expansion und der effektiven Erweiterung der landwirtschaftlichen Grenzen ein. So begann die Bewegung zur Migration von Arbeitskräften innerhalb Brasiliens. Die ersten Begünstigten waren junge Leute aus den Bundesstaaten Rio Grande do Sul und Santa Catarina, für die es in den Minifundien des Südens zu wenig Platz gab.
Hierzu wurde 1943 die Colônia Agrícola General Osório (CANGO) gegründet. Sie verwaltete ein Gebiet von 350.000 Hektar im Gebiet von Capanema, Barracão, Santo Antônio und Francisco Beltrão, das von der argentinischen Grenze 60 Kilometer weit landeinwärts reichte. Zwischen September 1943 und September 1946 gehörte das Gebiet zum Território Federal do Iguaçu, das aus Paraná und Santa Catarina ausgegliedert und der Bundesregierung direkt unterstellt war.
Die Turbulenzen setzten sich mit dem Streit zwischen der Clevelândia Industrial and Territorial (CITLA) und der Bundesregierung fort und gipfelten im Aufstand der Siedler, der am 10. Oktober 1957 in der Schlacht der Levante dos Posseiros (deutsch: Erhebung der Besetzer) mit dem Sieg der Posseiros beendet wurde.

### Besiedlung
Ende 1947 zog José Penso mit seiner Familie in das Gebiet von Enéas Marques und im folgenden Jahr kam sein Bruder Florindo hinzu. Jeder von ihnen baute einen Bauernhof auf, wo sich heute das Stadtgebiet erstreckt. Damals erwarb Vitale Frâncio einen Bauernhof von den Gebrüdern Penso. Außer diesen lebten nur noch Alfredo Croner und Amantino Duarte hier. Im Jahr 1948 wanderten die Familien Cattaneo, Bonetti und Koerich her.

### Erhebung zum Munizip
Enéas Marques wurde durch das Staatsgesetz Nr. 4823 vom 18. Februar 1964 aus Francisco Beltrão ausgegliedert und in den Rang eines Munizips erhoben. Es wurde am 14. Dezember 1964 als Munizip installiert.

## Geografie

### Fläche und Lage
Enéas Marques liegt auf dem Terceiro Planalto Paranaense (der Dritten oder Guarapuava-Hochebene von Paraná). Seine Fläche beträgt 192 km². Es liegt auf einer Höhe von 630 Metern.

### Vegetation
Das Biom von Enéas Marques ist Mata Atlântica.

### Klima
Das Klima ist gemäßigt warm. Es werden hohe Niederschlagsmengen verzeichnet (1946 mm pro Jahr). Im Jahresdurchschnitt liegt die Temperatur bei 19,5 °C. Die Klimaklassifikation nach Köppen und Geiger lautet Cfa.

### Gewässer
Enéas Marques liegt im Einzugsgebiet des Iguaçu. Dessen linker Nebenfluss Rio Jaracatiá entspringt südöstlich des Hauptorts und bildet dann die westliche Grenze des Munizips. Die östliche Grenze wird vom Rio Vista Alegre gebildet. Dieser trägt in seinem Unterlauf bis zur Mündung in den Iguaçu den Namen Rio Lajeado Grande.

### Straßen
Enéas Marques ist über die PR-471 mit Nova Esperança do Sudoeste im Westen und mit der PR-180 verbunden, die nach Francisco Beltrão im Südosten führt.

### Nachbarmunizipien
| Salto do Lontra            |                                             | Dois Vizinhos     |
| Nova Esperança do Sudoeste | Kompassrose, die auf Nachbargemeinden zeigt | Verê              |
|                            |                                             | Francisco Beltrão |

## Stadtverwaltung
Bürgermeister: Edson Lupatini, PL (2021–2024)
Vizebürgermeister: Anésio Wessling, PSC (2021–2024)

## Demografie

### Bevölkerungsentwicklung
| Jahr | Einwohner | Stadt | Land |
| ---- | --------- | ----- | ---- |
| 1970 | 13.882    | 8 %   | 92 % |
| 1980 | 14.277    | 12 %  | 88 % |
| 1991 | 12.396    | 17 %  | 83 % |
| 2000 | 6.382     | 20 %  | 80 % |
| 2010 | 6.103     | 35 %  | 65 % |
| 2022 | 5.999     |       |      |

Quelle: IBGE, bis 2010: Volkszählungen und Volkszählung 2022

### Ethnische Zusammensetzung
| Gruppe * | 1991    | 2000    | 2010    | wer sich als …                                                                   |
| --- | ------- | ------- | ------- | -------------------------------------------------------------------------------- |
| Weiße | 78,9 %  | 84,6 %  | 82,5 %  | weiß bezeichnet                                                                  |
| Schwarze | 0,6 %   | 5,2 %   | 0,7 %   | schwarz bezeichnet                                                               |
| Gelbe | 0,0 %   | 0,0 %   | 0,6 %   | von fernöstlicher Herkunft wie japanisch, chinesisch, koreanisch etc. bezeichnet |
| Braune | 20,3 %  | 10,2 %  | 16,3 %  | braun oder als Mischung aus mehreren Gruppen bezeichnet                          |
| Indigene | 0,0 %   | 0,1 %   | 0,0 %   | Ureinwohner oder Indio bezeichnet                                                |
| ohne Angabe | 0,2 %   | 0,0 %   | 0,0 %   |                                                                                  |
| Gesamt | 100,0 % | 100,0 % | 100,0 % |                                                                                  |
| *) Anmerkung: Das IBGE verwendet für Volkszählungen ausschließlich diese fünf Gruppen. Es verzichtet bewusst auf Erläuterungen. Die Zugehörigkeit wird vom Einwohner selbst festgelegt. |         |         |         |                                                                                  |

Quelle: IBGE (Stand: 1991, 2000 und 2010)

## Wirtschaft

### Kennzahlen
Mit einem Bruttoinlandsprodukt pro Einwohner von 36.074,30 R$ bzw. rund 8.000 € lag Enéas Marques 2019 auf dem 116. Platz der 399 Munizipien Paranás.
Sein hoher Index der menschlichen Entwicklung von 0,752 (2010) setzte es auf den 27. Platz der paranaischen Munizipien.